# アクマでキュートな青春グラフィティ
「アクマでキュートな青春グラフィティ」（アクマでキュートなせいしゅんグラフィティ）は、℃-uteの限定シングル。2010年10月13日に発売。

## 概要
- 2010年10月13日から22日まで全労済ホールスペース・ゼロで公演された舞台『キューティー・ミュージカル「悪魔のつぶやき」〜アクマでキュートな青春グラフィティ〜』の会場のみで発売。

## 収録曲
1. アクマでキュートな青春グラフィティ
作詞：太田善也、作曲：はたけ、編曲：はたけ・津澤崇
2. アクマでキュートな青春グラフィティ (Instrumental)